# Llista de monuments de les Franqueses del Vallès
Llista de monuments de les Franqueses del Vallès inclosos en l'Inventari del Patrimoni Arquitectònic Català per al municipi de les Franqueses del Vallès (Vallès Oriental). Inclou els inscrits en el Registre de Béns Culturals d'Interès Nacional (BCIN) amb la classificació de monuments històrics i els Béns Culturals d'Interès Local (BCIL) de caràcter arquitectònic.
| Monument                                                                 | Protecció       | Estil/època                                    | Localització                                                                               | Coordenades                                          | Codi?         | Imatge |
| ------------------------------------------------------------------------ | --------------- | ---------------------------------------------- | ------------------------------------------------------------------------------------------ | ---------------------------------------------------- | ------------- | --- |
| Església de Santa Maria de Llerona, o Església de la Nativitat           | BCIN 109-MH     | Romànic, gòtic, barroc XII-XIII, XV-XVIII      | Les Franqueses del Vallès Llerona                                                          | 41° 38′ 59″ N, 2° 18′ 01″ E / 41.649721°N,2.300164°E | RI-51-0004366 | Església de Santa Maria de Llerona (les Franqueses del Vallès) · Vegeu més fotos d'aquest monument · Carregueu una nova foto d'aquest monument                                       |
| Torre de Seva                                                            | BCIN 871-MH     | Gòtic-renaixement XIV, XVI                     | Les Franqueses del Vallès Cra. de Corró d'Avall BV-5151, km 2,8, Marata                    | 41° 38′ 47″ N, 2° 18′ 59″ E / 41.646404°N,2.316303°E | RI-51-0005479 | Torre de Seva (les Franqueses del Vallès) · Vegeu més fotos d'aquest monument · Carregueu una nova foto d'aquest monument                                                            |
| Torre de Marata, ara dit Can Torrassa                                    | BCIN 872-MH     | Obra popular Medieval                          | Les Franqueses del Vallès                                                                  | 41° 38′ 47″ N, 2° 19′ 23″ E / 41.646379°N,2.323189°E | RI-51-0005480 | Torre de Marata (les Franqueses del Vallès) · Vegeu més fotos d'aquest monument · Carregueu una nova foto d'aquest monument                                                          |
| Casa de la Vila i antigues escoles                                       | BCIN 4409-MH-EN | Modernisme 1912                                | Les Franqueses del Vallès Ctra. de Ribes, 12, Corró d'Avall                                | 41° 38′ 11″ N, 2° 17′ 50″ E / 41.63628°N,2.29721°E   | IPA-28788     | Casa de la Vila (les Franqueses del Vallès) · Vegeu més fotos d'aquest monument · Carregueu una nova foto d'aquest monument                                                          |
| Can Guilla                                                               |                 | Obra popular, barroc XVIII                     | Les Franqueses del Vallès Ctra. N-152, km 34, a 1,5 km, prop de la urbanització els Gorchs | 41° 40′ 02″ N, 2° 18′ 19″ E / 41.66725°N,2.30526°E   | IPA-28774     | Can Guilla (les Franqueses del Vallès) · Vegeu més fotos d'aquest monument · Carregueu una nova foto d'aquest monument                                                               |
| Església de Sant Mamet de Corró d'Amunt                                  |                 | Romànic, barroc XI-XII, XVI-XVIII              | Les Franqueses del Vallès Ctra. les Franqueses - Cànoves, km 5,4, Corró d'Amunt            | 41° 40′ 14″ N, 2° 19′ 46″ E / 41.67053°N,2.32931°E   | IPA-28776     | Església de Sant Mamet de Corró d'Amunt (les Franqueses del Vallès) · Vegeu més fotos d'aquest monument · Carregueu una nova foto d'aquest monument                                  |
| Can Viure                                                                |                 | Obra popular XVI-XVIII, XX Mitjan              | Les Franqueses del Vallès Prop de la ctra. Cànoves, km 4, Corró d'Amunt                    | 41° 39′ 30″ N, 2° 19′ 24″ E / 41.6582°N,2.32329°E    | IPA-28777     | Can Viure (les Franqueses del Vallès) · Vegeu més fotos d'aquest monument · Carregueu una nova foto d'aquest monument                                                                |
| Can Riera                                                                |                 | Obra popular, gòtic tardà XVI                  | Les Franqueses del Vallès Prop de la ctra. Cànoves, km 4, Corró d'Amunt                    | 41° 39′ 37″ N, 2° 19′ 40″ E / 41.66027°N,2.32788°E   | IPA-28778     | Can Riera (les Franqueses del Vallès) · Vegeu més fotos d'aquest monument · Carregueu una nova foto d'aquest monument                                                                |
| Can Cot                                                                  |                 | Obra popular XVI                               | Les Franqueses del Vallès Ctra. BV-5151, km 4,6, Corró d'Amunt                             | 41° 39′ 45″ N, 2° 19′ 19″ E / 41.66256°N,2.32198°E   | IPA-28779     | Can Cot (les Franqueses del Vallès) · Vegeu més fotos d'aquest monument · Carregueu una nova foto d'aquest monument                                                                  |
| Can Camp                                                                 |                 | Obra popular XVIII                             | Les Franqueses del Vallès Ctra. BV-5151, Km 5,6, Corró d'Amunt                             | 41° 40′ 13″ N, 2° 19′ 46″ E / 41.67025°N,2.32933°E   | IPA-28780     | Can Camp (les Franqueses del Vallès) · Vegeu més fotos d'aquest monument · Carregueu una nova foto d'aquest monument                                                                 |
| Can Marí                                                                 |                 | Obra popular                                   | Les Franqueses del Vallès Ctra. BV-5151, km 4, a 1 km, Corró d'Amunt                       | 41° 39′ 31″ N, 2° 19′ 47″ E / 41.65873°N,2.32972°E   | IPA-28781     | Can Marí (les Franqueses del Vallès) · Vegeu més fotos d'aquest monument · Carregueu una nova foto d'aquest monument                                                                 |
| Can Suquet                                                               |                 | Obra popular                                   | Les Franqueses del Vallès Urbanització Can Suquet, Corró d'Amunt                           | 41° 40′ 18″ N, 2° 20′ 10″ E / 41.67179°N,2.33607°E   | IPA-28782     | Carregueu una nova foto d'aquest monument |
| Can Sala                                                                 |                 | Obra popular, gòtic tardà XVI-XVII             | Les Franqueses del Vallès Ctra. BV-5151, km 4,6                                            | 41° 39′ 43″ N, 2° 19′ 26″ E / 41.66183°N,2.32387°E   | IPA-28783     | Carregueu una nova foto d'aquest monument |
| Capella de la Mare de Déu del Pla                                        |                 | Romànic, gòtic, historicisme XI, XX Mitjan     | Les Franqueses del Vallès Prop de Can Viure                                                | 41° 39′ 30″ N, 2° 19′ 24″ E / 41.65847°N,2.32346°E   | IPA-28784     | Capella de la Mare de Déu del Pla (les Franqueses del Vallès) · Vegeu més fotos d'aquest monument · Carregueu una nova foto d'aquest monument                                        |
| Església de Santa Eulàlia de Corró d'Avall                               |                 | Monumentalisme academicista XII, XX Mitjan     | Les Franqueses del Vallès Corró d'Avall                                                    | 41° 37′ 38″ N, 2° 17′ 49″ E / 41.62731°N,2.29685°E   | IPA-28785     | Església de Santa Eulàlia de Corró d'Avall (les Franqueses del Vallès) · Vegeu més fotos d'aquest monument · Carregueu una nova foto d'aquest monument                               |
| Escola de música, antic escorxador (les Franqueses del Vallès)           |                 | Modernisme XX Inici                            | Les Franqueses del Vallès Corró d'Avall                                                    | 41° 37′ 28″ N, 2° 17′ 35″ E / 41.62451°N,2.29309°E   | IPA-28786     | Escorxador (les Franqueses del Vallès) · Vegeu més fotos d'aquest monument · Carregueu una nova foto d'aquest monument                                                               |
| Casa a la carretera de Ribes, 122                                        |                 | Modernisme XX Inici                            | Les Franqueses del Vallès Carrer Barcelona, 217, Corró d'Avall                             | 41° 37′ 33″ N, 2° 17′ 40″ E / 41.62574°N,2.29436°E   | IPA-28787     | Casa a la carretera de Ribes, 122 (les Franqueses del Vallès) · Vegeu més fotos d'aquest monument · Carregueu una nova foto d'aquest monument                                        |
| Magatzems militars                                                       |                 | Obra popular XX Mitjan                         | Les Franqueses del Vallès Davant de l'estació de RENFE, Corró d'Avall                      | 41° 37′ 49″ N, 2° 17′ 40″ E / 41.63031°N,2.29436°E   | IPA-28789     | Magatzems militars (les Franqueses del Vallès) · Vegeu més fotos d'aquest monument · Carregueu una nova foto d'aquest monument                                                       |
| Can Morera, o Can Marmet                                                 |                 | Obra popular, modernisme XVI-XVII              | Les Franqueses del Vallès Ctra. N-152, km 32,8                                             | 41° 38′ 53″ N, 2° 17′ 47″ E / 41.64801°N,2.29646°E   | IPA-28793     | Can Morera (les Franqueses del Vallès) · Vegeu més fotos d'aquest monument · Carregueu una nova foto d'aquest monument                                                               |
| Can Margens                                                              |                 | Obra popular, gòtic tardà XVI-XVIII            | Les Franqueses del Vallès Ctra. de Granollers a l'Ametlla, km 3, a 1 km                    | 41° 38′ 39″ N, 2° 16′ 38″ E / 41.64427°N,2.27715°E   | IPA-28794     | Can Margens (les Franqueses del Vallès) · Vegeu més fotos d'aquest monument · Carregueu una nova foto d'aquest monument                                                              |
| Capella de Santa Digna                                                   |                 | Obra popular XVII                              | Les Franqueses del Vallès Al costat ctra. N-152, km 34, Pla de Llerona                     | 41° 39′ 34″ N, 2° 17′ 40″ E / 41.65932°N,2.29436°E   | IPA-28797     | Capella de Santa Digna (les Franqueses del Vallès) · Vegeu més fotos d'aquest monument · Carregueu una nova foto d'aquest monument                                                   |
| Can Rovira de Villar                                                     |                 | Obra popular XVI-XVII                          | Les Franqueses del Vallès Llerona                                                          | 41° 39′ 21″ N, 2° 18′ 09″ E / 41.65587°N,2.30244°E   | IPA-28798     | Can Rovira de Villar (les Franqueses del Vallès) · Vegeu més fotos d'aquest monument · Carregueu una nova foto d'aquest monument                                                     |
| Ca l'Alrani                                                              |                 | Obra popular, gòtic tardà XVI                  | Les Franqueses del Vallès Ctra. Llerona-l'Ametlla BU-1433, a 100 m, Pla de Llerona         | 41° 39′ 24″ N, 2° 17′ 05″ E / 41.65664°N,2.28483°E   | IPA-28799     | Ca l'Alrani (les Franqueses del Vallès) · Vegeu més fotos d'aquest monument · Carregueu una nova foto d'aquest monument                                                              |
| Can Trias o Riambau                                                      |                 | Obra popular, gòtic-renaixement XVI, XVIII, XX | Les Franqueses del Vallès Ctra. Llerona-l'Ametlla BU-1433, a 50 m, Pla de Llerona          | 41° 39′ 11″ N, 2° 17′ 13″ E / 41.653000°N,2.286976°E | IPA-28801     | Can Trias (les Franqueses del Vallès) · Vegeu més fotos d'aquest monument · Carregueu una nova foto d'aquest monument                                                                |
| Ca l'Aimerich                                                            |                 | Obra popular, gòtic tardà XVI, XVII            | Les Franqueses del Vallès Llerona                                                          | 41° 39′ 32″ N, 2° 18′ 35″ E / 41.65892°N,2.3097°E    | IPA-28803     | Ca l'Aimerich (les Franqueses del Vallès) · Vegeu més fotos d'aquest monument · Carregueu una nova foto d'aquest monument                                                            |
| Can Llampallas                                                           |                 | Obra popular XVII                              | Les Franqueses del Vallès Pla de Llerona                                                   | 41° 39′ 03″ N, 2° 17′ 14″ E / 41.65081°N,2.28727°E   | IPA-28804     | Can Llampallas (les Franqueses del Vallès) · Vegeu més fotos d'aquest monument · Carregueu una nova foto d'aquest monument                                                           |
| Capella de Sant Iscle i Santa Victòria de Can Guilla                     |                 | Romànic XI                                     | Les Franqueses del Vallès Ctra. N-152, km 34, a 1,5 km, Llerona                            | 41° 40′ 06″ N, 2° 18′ 24″ E / 41.66829°N,2.30654°E   | IPA-28806     | Capella de Sant Iscle i Santa Victòria de Can Guilla (les Franqueses del Vallès) · Vegeu més fotos d'aquest monument · Carregueu una nova foto d'aquest monument                     |
| Creu de terme de la Capella de Sant Iscle i Santa Victòria de Can Guilla |                 | Obra popular                                   | Les Franqueses del Vallès Davant de la capella, Llerona                                    | 41° 40′ 06″ N, 2° 18′ 23″ E / 41.6683°N,2.30644°E    | IPA-28807     | Creu de terme de la Capella de Sant Iscle i Santa Victòria de Can Guilla (les Franqueses del Vallès) · Vegeu més fotos d'aquest monument · Carregueu una nova foto d'aquest monument |
| Escoles públiques del Pla de Llerona                                     |                 | Noucentisme Manuel Raspall i Mallol XX Mitjan  | Les Franqueses del Vallès C. Carrasco, Pla de Llerona                                      | 41° 38′ 59″ N, 2° 17′ 26″ E / 41.64963°N,2.29068°E   | IPA-28808     | Escoles públiques del Pla de Llerona (les Franqueses del Vallès) · Vegeu més fotos d'aquest monument · Carregueu una nova foto d'aquest monument                                     |
| Església de Santa Coloma de Marata                                       |                 | Romànic XII, XVII-XVIII                        | Les Franqueses del Vallès Ctra. BU-5151, km 2,38, a 0,6 km, Marata                         | 41° 38′ 47″ N, 2° 19′ 21″ E / 41.64646°N,2.32237°E   | IPA-28812     | Església de Santa Coloma de Marata (les Franqueses del Vallès) · Vegeu més fotos d'aquest monument · Carregueu una nova foto d'aquest monument                                       |
| Can Ramis                                                                |                 | Obra popular, gòtic tardà XVI                  | Les Franqueses del Vallès Camí vell de les Franqueses, Marata                              | 41° 39′ 01″ N, 2° 19′ 15″ E / 41.65021°N,2.3208°E    | IPA-28813     | Can Ramis (les Franqueses del Vallès) · Vegeu més fotos d'aquest monument · Carregueu una nova foto d'aquest monument                                                                |
| La Torre Nova                                                            |                 | Noucentisme XX Inici                           | Les Franqueses del Vallès Prop de l'església parroquial de Marata                          | 41° 38′ 54″ N, 2° 19′ 25″ E / 41.64822°N,2.32361°E   | IPA-28814     | La Torre Nova (les Franqueses del Vallès) · Vegeu més fotos d'aquest monument · Carregueu una nova foto d'aquest monument                                                            |
| Escola pública de Marata                                                 |                 | Noucentisme Manuel Raspall i Mallol XX Mitjan  | Les Franqueses del Vallès Prop de l'església parroquial de Marata                          | 41° 38′ 44″ N, 2° 19′ 22″ E / 41.64551°N,2.32268°E   | IPA-28815     | Escola pública de Marata (les Franqueses del Vallès) · Vegeu més fotos d'aquest monument · Carregueu una nova foto d'aquest monument                                                 |
| Can Tarafa                                                               |                 | Obra popular, gòtic tardà XVI                  | Les Franqueses del Vallès Prop ctra. BV-5151, km 2,3, Marata                               | 41° 38′ 35″ N, 2° 18′ 59″ E / 41.64319°N,2.31637°E   | IPA-28816     | Can Tarafa (les Franqueses del Vallès) · Vegeu més fotos d'aquest monument · Carregueu una nova foto d'aquest monument                                                               |
| Bassa de Can Camp                                                        |                 | Obra popular                                   | Les Franqueses del Vallès                                                                  |                                                      | IPA-41645     | Carregueu una nova foto d'aquest monument |